# Danh sách tích phân với hàm vô tỉ
Dưới đây là danh sách tích phân (nguyên hàm) với hàm vô tỉ. Đối với danh sách đầy đủ hàm tích phân, xem danh sách tích phân. Trong bài này, hằng số tích phân được lược bớt đi cho ngắn gọn.

## Tích phân chứar=√a2+x2
- {\displaystyle \int r\,dx={\frac {1}{2}}\left(xr+a^{2}\,\ln \left(x+r\right)\right)}
- {\displaystyle \int r^{3}\,dx={\frac {1}{4}}xr^{3}+{\frac {3}{8}}a^{2}xr+{\frac {3}{8}}a^{4}\ln \left(x+r\right)}
- {\displaystyle \int r^{5}\,dx={\frac {1}{6}}xr^{5}+{\frac {5}{24}}a^{2}xr^{3}+{\frac {5}{16}}a^{4}xr+{\frac {5}{16}}a^{6}\ln \left(x+r\right)}
- {\displaystyle \int xr\,dx={\frac {r^{3}}{3}}}
- {\displaystyle \int xr^{3}\,dx={\frac {r^{5}}{5}}}
- {\displaystyle \int xr^{2n+1}\,dx={\frac {r^{2n+3}}{2n+3}}}
- {\displaystyle \int x^{2}r\,dx={\frac {xr^{3}}{4}}-{\frac {a^{2}xr}{8}}-{\frac {a^{4}}{8}}\ln \left(x+r\right)}
- {\displaystyle \int x^{2}r^{3}\,dx={\frac {xr^{5}}{6}}-{\frac {a^{2}xr^{3}}{24}}-{\frac {a^{4}xr}{16}}-{\frac {a^{6}}{16}}\ln \left(x+r\right)}
- {\displaystyle \int x^{3}r\,dx={\frac {r^{5}}{5}}-{\frac {a^{2}r^{3}}{3}}}
- {\displaystyle \int x^{3}r^{3}\,dx={\frac {r^{7}}{7}}-{\frac {a^{2}r^{5}}{5}}}
- {\displaystyle \int x^{3}r^{2n+1}\,dx={\frac {r^{2n+5}}{2n+5}}-{\frac {a^{2}r^{2n+3}}{2n+3}}}
- {\displaystyle \int x^{4}r\,dx={\frac {x^{3}r^{3}}{6}}-{\frac {a^{2}xr^{3}}{8}}+{\frac {a^{4}xr}{16}}+{\frac {a^{6}}{16}}\ln \left(x+r\right)}
- {\displaystyle \int x^{4}r^{3}\,dx={\frac {x^{3}r^{5}}{8}}-{\frac {a^{2}xr^{5}}{16}}+{\frac {a^{4}xr^{3}}{64}}+{\frac {3a^{6}xr}{128}}+{\frac {3a^{8}}{128}}\ln \left(x+r\right)}
- {\displaystyle \int x^{5}r\,dx={\frac {r^{7}}{7}}-{\frac {2a^{2}r^{5}}{5}}+{\frac {a^{4}r^{3}}{3}}}
- {\displaystyle \int x^{5}r^{3}\,dx={\frac {r^{9}}{9}}-{\frac {2a^{2}r^{7}}{7}}+{\frac {a^{4}r^{5}}{5}}}
- {\displaystyle \int x^{5}r^{2n+1}\,dx={\frac {r^{2n+7}}{2n+7}}-{\frac {2a^{2}r^{2n+5}}{2n+5}}+{\frac {a^{4}r^{2n+3}}{2n+3}}}
- {\displaystyle \int {\frac {r\,dx}{x}}=r-a\ln \left|{\frac {a+r}{x}}\right|=r-a\,\operatorname {arsinh} {\frac {a}{x}}}
- {\displaystyle \int {\frac {r^{3}\,dx}{x}}={\frac {r^{3}}{3}}+a^{2}r-a^{3}\ln \left|{\frac {a+r}{x}}\right|}
- {\displaystyle \int {\frac {r^{5}\,dx}{x}}={\frac {r^{5}}{5}}+{\frac {a^{2}r^{3}}{3}}+a^{4}r-a^{5}\ln \left|{\frac {a+r}{x}}\right|}
- {\displaystyle \int {\frac {r^{7}\,dx}{x}}={\frac {r^{7}}{7}}+{\frac {a^{2}r^{5}}{5}}+{\frac {a^{4}r^{3}}{3}}+a^{6}r-a^{7}\ln \left|{\frac {a+r}{x}}\right|}
- {\displaystyle \int {\frac {dx}{r}}=\operatorname {arsinh} {\frac {x}{a}}=\ln \left({\frac {x+r}{a}}\right)}
- {\displaystyle \int {\frac {dx}{r^{3}}}={\frac {x}{a^{2}r}}}
- {\displaystyle \int {\frac {x\,dx}{r}}=r}
- {\displaystyle \int {\frac {x\,dx}{r^{3}}}=-{\frac {1}{r}}}
- {\displaystyle \int {\frac {x^{2}\,dx}{r}}={\frac {x}{2}}r-{\frac {a^{2}}{2}}\,\operatorname {arsinh} {\frac {x}{a}}={\frac {x}{2}}r-{\frac {a^{2}}{2}}\ln \left({\frac {x+r}{a}}\right)}
- {\displaystyle \int {\frac {dx}{xr}}=-{\frac {1}{a}}\,\operatorname {arsinh} {\frac {a}{x}}=-{\frac {1}{a}}\ln \left|{\frac {a+r}{x}}\right|}

## Tích phân chứas=√x2−a2
Giả định x2 > a2 (đối với trường hợp x2 < a2, xem mục sau):
- {\displaystyle \int s\,dx={\frac {1}{2}}\left(xs-a^{2}\ln \left|x+s\right|\right)}
- {\displaystyle \int xs\,dx={\frac {1}{3}}s^{3}}
- {\displaystyle \int {\frac {s\,dx}{x}}=s-|a|\arccos \left|{\frac {a}{x}}\right|}
- {\displaystyle \int {\frac {dx}{s}}=\ln \left|{\frac {x+s}{a}}\right|\,.} Ở đây {\displaystyle \ln \left|{\frac {x+s}{a}}\right|=\operatorname {sgn} (x)\,\operatorname {arcosh} \left|{\frac {x}{a}}\right|={\frac {1}{2}}\ln \left({\frac {x+s}{x-s}}\right)\,,} trong đó {\displaystyle \operatorname {arcosh} \left|{\frac {x}{a}}\right|} lấy giá trị dương.
- {\displaystyle \int {\frac {dx}{xs}}={\frac {1}{a}}\operatorname {arcsec} \left|{\frac {x}{a}}\right|}
- {\displaystyle \int {\frac {x\,dx}{s}}=s}
- {\displaystyle \int {\frac {x\,dx}{s^{3}}}=-{\frac {1}{s}}}
- {\displaystyle \int {\frac {x\,dx}{s^{5}}}=-{\frac {1}{3s^{3}}}}
- {\displaystyle \int {\frac {x\,dx}{s^{7}}}=-{\frac {1}{5s^{5}}}}
- {\displaystyle \int {\frac {x\,dx}{s^{2n+1}}}=-{\frac {1}{(2n-1)s^{2n-1}}}}
- {\displaystyle \int {\frac {x^{2m}\,dx}{s^{2n+1}}}=-{\frac {1}{2n-1}}{\frac {x^{2m-1}}{s^{2n-1}}}+{\frac {2m-1}{2n-1}}\int {\frac {x^{2m-2}\,dx}{s^{2n-1}}}}
- {\displaystyle \int {\frac {x^{2}\,dx}{s}}={\frac {xs}{2}}+{\frac {a^{2}}{2}}\ln \left|{\frac {x+s}{a}}\right|}
- {\displaystyle \int {\frac {x^{2}\,dx}{s^{3}}}=-{\frac {x}{s}}+\ln \left|{\frac {x+s}{a}}\right|}
- {\displaystyle \int {\frac {x^{4}\,dx}{s}}={\frac {x^{3}s}{4}}+{\frac {3}{8}}a^{2}xs+{\frac {3}{8}}a^{4}\ln \left|{\frac {x+s}{a}}\right|}
- {\displaystyle \int {\frac {x^{4}\,dx}{s^{3}}}={\frac {xs}{2}}-{\frac {a^{2}x}{s}}+{\frac {3}{2}}a^{2}\ln \left|{\frac {x+s}{a}}\right|}
- {\displaystyle \int {\frac {x^{4}\,dx}{s^{5}}}=-{\frac {x}{s}}-{\frac {1}{3}}{\frac {x^{3}}{s^{3}}}+\ln \left|{\frac {x+s}{a}}\right|}
- {\displaystyle \int {\frac {x^{2m}\,dx}{s^{2n+1}}}=(-1)^{n-m}{\frac {1}{a^{2(n-m)}}}\sum _{i=0}^{n-m-1}{\frac {1}{2(m+i)+1}}{n-m-1 \choose i}{\frac {x^{2(m+i)+1}}{s^{2(m+i)+1}}}\qquad {\mbox{(}}n>m\geq 0{\mbox{)}}}
- {\displaystyle \int {\frac {dx}{s^{3}}}=-{\frac {1}{a^{2}}}{\frac {x}{s}}}
- {\displaystyle \int {\frac {dx}{s^{5}}}={\frac {1}{a^{4}}}\left[{\frac {x}{s}}-{\frac {1}{3}}{\frac {x^{3}}{s^{3}}}\right]}
- {\displaystyle \int {\frac {dx}{s^{7}}}=-{\frac {1}{a^{6}}}\left[{\frac {x}{s}}-{\frac {2}{3}}{\frac {x^{3}}{s^{3}}}+{\frac {1}{5}}{\frac {x^{5}}{s^{5}}}\right]}
- {\displaystyle \int {\frac {dx}{s^{9}}}={\frac {1}{a^{8}}}\left[{\frac {x}{s}}-{\frac {3}{3}}{\frac {x^{3}}{s^{3}}}+{\frac {3}{5}}{\frac {x^{5}}{s^{5}}}-{\frac {1}{7}}{\frac {x^{7}}{s^{7}}}\right]}
- {\displaystyle \int {\frac {x^{2}\,dx}{s^{5}}}=-{\frac {1}{a^{2}}}{\frac {x^{3}}{3s^{3}}}}
- {\displaystyle \int {\frac {x^{2}\,dx}{s^{7}}}={\frac {1}{a^{4}}}\left[{\frac {1}{3}}{\frac {x^{3}}{s^{3}}}-{\frac {1}{5}}{\frac {x^{5}}{s^{5}}}\right]}
- {\displaystyle \int {\frac {x^{2}\,dx}{s^{9}}}=-{\frac {1}{a^{6}}}\left[{\frac {1}{3}}{\frac {x^{3}}{s^{3}}}-{\frac {2}{5}}{\frac {x^{5}}{s^{5}}}+{\frac {1}{7}}{\frac {x^{7}}{s^{7}}}\right]}

## Tích phân chứau=√a2−x2
- {\displaystyle \int u\,dx={\frac {1}{2}}\left(xu+a^{2}\arcsin {\frac {x}{a}}\right)\qquad {\mbox{(}}|x|\leq |a|{\mbox{)}}}
- {\displaystyle \int xu\,dx=-{\frac {1}{3}}u^{3}\qquad {\mbox{(}}|x|\leq |a|{\mbox{)}}}
- {\displaystyle \int x^{2}u\,dx=-{\frac {x}{4}}u^{3}+{\frac {a^{2}}{8}}(xu+a^{2}\arcsin {\frac {x}{a}})\qquad {\mbox{(}}|x|\leq |a|{\mbox{)}}}
- {\displaystyle \int {\frac {u\,dx}{x}}=u-a\ln \left|{\frac {a+u}{x}}\right|\qquad {\mbox{(}}|x|\leq |a|{\mbox{)}}}
- {\displaystyle \int {\frac {dx}{u}}=\arcsin {\frac {x}{a}}\qquad {\mbox{(}}|x|\leq |a|{\mbox{)}}}
- {\displaystyle \int {\frac {x^{2}\,dx}{u}}={\frac {1}{2}}\left(-xu+a^{2}\arcsin {\frac {x}{a}}\right)\qquad {\mbox{(}}|x|\leq |a|{\mbox{)}}}
- {\displaystyle \int u\,dx={\frac {1}{2}}\left(xu-\operatorname {sgn} x\,\operatorname {arcosh} \left|{\frac {x}{a}}\right|\right)\qquad {\mbox{(với }}|x|\geq |a|{\mbox{)}}}
- {\displaystyle \int {\frac {x}{u}}\,dx=-u\qquad {\mbox{(}}|x|\leq |a|{\mbox{)}}}

## Tích phân chứaR=√ax2+bx+c
Giả định rằng (ax2 + bx + c) không thể chuyển về dạng (px + q)2 với p và q là hằng số.
- {\displaystyle \int {\frac {dx}{R}}={\frac {1}{\sqrt {a}}}\ln \left|2{\sqrt {a}}R+2ax+b\right|\qquad {\mbox{(với }}a>0{\mbox{)}}}
- {\displaystyle \int {\frac {dx}{R}}={\frac {1}{\sqrt {a}}}\,\operatorname {arsinh} {\frac {2ax+b}{\sqrt {4ac-b^{2}}}}\qquad {\mbox{(với }}a>0{\mbox{, }}4ac-b^{2}>0{\mbox{)}}}
- {\displaystyle \int {\frac {dx}{R}}={\frac {1}{\sqrt {a}}}\ln |2ax+b|\quad {\mbox{(với }}a>0{\mbox{, }}4ac-b^{2}=0{\mbox{)}}}
- {\displaystyle \int {\frac {dx}{R}}=-{\frac {1}{\sqrt {-a}}}\arcsin {\frac {2ax+b}{\sqrt {b^{2}-4ac}}}\qquad {\mbox{(với }}a<0{\mbox{, }}4ac-b^{2}<0{\mbox{, }}\left|2ax+b\right|<{\sqrt {b^{2}-4ac}}{\mbox{)}}}
- {\displaystyle \int {\frac {dx}{R^{3}}}={\frac {4ax+2b}{(4ac-b^{2})R}}}
- {\displaystyle \int {\frac {dx}{R^{5}}}={\frac {4ax+2b}{3(4ac-b^{2})R}}\left({\frac {1}{R^{2}}}+{\frac {8a}{4ac-b^{2}}}\right)}
- {\displaystyle \int {\frac {dx}{R^{2n+1}}}={\frac {2}{(2n-1)(4ac-b^{2})}}\left({\frac {2ax+b}{R^{2n-1}}}+4a(n-1)\int {\frac {dx}{R^{2n-1}}}\right)}
- {\displaystyle \int {\frac {x}{R}}\,dx={\frac {R}{a}}-{\frac {b}{2a}}\int {\frac {dx}{R}}}
- {\displaystyle \int {\frac {x}{R^{3}}}\,dx=-{\frac {2bx+4c}{(4ac-b^{2})R}}}
- {\displaystyle \int {\frac {x}{R^{2n+1}}}\,dx=-{\frac {1}{(2n-1)aR^{2n-1}}}-{\frac {b}{2a}}\int {\frac {dx}{R^{2n+1}}}}
- {\displaystyle \int {\frac {dx}{xR}}=-{\frac {1}{\sqrt {c}}}\ln \left|{\frac {2{\sqrt {c}}R+bx+2c}{x}}\right|,~c>0}
- {\displaystyle \int {\frac {dx}{xR}}=-{\frac {1}{\sqrt {c}}}\operatorname {arsinh} \left({\frac {bx+2c}{|x|{\sqrt {4ac-b^{2}}}}}\right),~c<0}
- {\displaystyle \int {\frac {dx}{xR}}={\frac {1}{\sqrt {-c}}}\operatorname {arcsin} \left({\frac {bx+2c}{|x|{\sqrt {b^{2}-4ac}}}}\right),~c<0,b^{2}-4ac>0}
- {\displaystyle \int {\frac {dx}{xR}}=-{\frac {2}{bx}}\left({\sqrt {ax^{2}+bx}}\right),~c=0}
- {\displaystyle \int {\frac {x^{2}}{R}}\,dx={\frac {2ax-3b}{4a^{2}}}R+{\frac {3b^{2}-4ac}{8a^{2}}}\int {\frac {dx}{R}}}
- {\displaystyle \int {\frac {dx}{x^{2}R}}=-{\frac {R}{cx}}-{\frac {b}{2c}}\int {\frac {dx}{xR}}}
- {\displaystyle \int R\,dx={\frac {2ax+b}{4a}}R+{\frac {4ac-b^{2}}{8a}}\int {\frac {dx}{R}}}
- {\displaystyle \int xR\,dx={\frac {R^{3}}{3a}}-{\frac {b(2ax+b)}{8a^{2}}}R-{\frac {b(4ac-b^{2})}{16a^{2}}}\int {\frac {dx}{R}}}
- {\displaystyle \int x^{2}R\,dx={\frac {6ax-5b}{24a^{2}}}R^{3}+{\frac {5b^{2}-4ac}{16a^{2}}}\int R\,dx}
- {\displaystyle \int {\frac {R}{x}}\,dx=R+{\frac {b}{2}}\int {\frac {dx}{R}}+c\int {\frac {dx}{xR}}}
- {\displaystyle \int {\frac {R}{x^{2}}}\,dx=-{\frac {R}{x}}+a\int {\frac {dx}{R}}+{\frac {b}{2}}\int {\frac {dx}{xR}}}
- {\displaystyle \int {\frac {x^{2}\,dx}{R^{3}}}={\frac {(2b^{2}-4ac)x+2bc}{a(4ac-b^{2})R}}+{\frac {1}{a}}\int {\frac {dx}{R}}}

## Tích phân chứaS=√ax+b
- {\displaystyle \int S\,dx={\frac {2S^{3}}{3a}}}
- {\displaystyle \int {\frac {dx}{S}}={\frac {2S}{a}}}
- {\displaystyle \int {\frac {dx}{xS}}={\begin{cases}-{\dfrac {2}{\sqrt {b}}}\operatorname {arcoth} \left({\dfrac {S}{\sqrt {b}}}\right)&{\mbox{(với }}b>0,\quad ax>0{\mbox{)}}\\-{\dfrac {2}{\sqrt {b}}}\operatorname {artanh} \left({\dfrac {S}{\sqrt {b}}}\right)&{\mbox{(với }}b>0,\quad ax<0{\mbox{)}}\\{\dfrac {2}{\sqrt {-b}}}\arctan \left({\dfrac {S}{\sqrt {-b}}}\right)&{\mbox{(với }}b<0{\mbox{)}}\\\end{cases}}}
- {\displaystyle \int {\frac {S}{x}}\,dx={\begin{cases}2\left(S-{\sqrt {b}}\,\operatorname {arcoth} \left({\dfrac {S}{\sqrt {b}}}\right)\right)&{\mbox{(với }}b>0,\quad ax>0{\mbox{)}}\\2\left(S-{\sqrt {b}}\,\operatorname {artanh} \left({\dfrac {S}{\sqrt {b}}}\right)\right)&{\mbox{(với }}b>0,\quad ax<0{\mbox{)}}\\2\left(S-{\sqrt {-b}}\arctan \left({\dfrac {S}{\sqrt {-b}}}\right)\right)&{\mbox{(với }}b<0{\mbox{)}}\\\end{cases}}}
- {\displaystyle \int {\frac {x^{n}}{S}}\,dx={\frac {2}{a(2n+1)}}\left(x^{n}S-bn\int {\frac {x^{n-1}}{S}}\,dx\right)}
- {\displaystyle \int x^{n}S\,dx={\frac {2}{a(2n+3)}}\left(x^{n}S^{3}-nb\int x^{n-1}S\,dx\right)}
- {\displaystyle \int {\frac {1}{x^{n}S}}\,dx=-{\frac {1}{b(n-1)}}\left({\frac {S}{x^{n-1}}}+\left(n-{\frac {3}{2}}\right)a\int {\frac {dx}{x^{n-1}S}}\right)}